# Juca Bala (motociclista)
Joaquim Gouveia Rodrigues, conhecido como Juca Bala (São Roque, 30 de dezembro de 1965), é um piloto profissional de motociclismo brasileiro. É sobrinho de Gilmar Gouveia, o cavaleiro. Foi ainda suplente de vereador pela sua cidade natal nas eleições municipais de 2000 pelo Partido Verde.

## Vida pessoal
Juca Bala é casado com Silvia Rodrigues e é pai de Juan Rodrigues, Renan Rodrigues e Mariane Rodrigues.

## Principais conquistas
- Campeão do Rali Dakar de 2001 - categoria 400cc,
- Campeão do Rally dos Sertões
- Campeão do Campeonato Brasileiro de Rally.